# Щафетно бягане
Щафетното бягане е дисциплина от Леката атлетика.
В една щафета бягат няколко души от един отбор (Stafette).
В олимпийските дисциплини се състезават винаги по четири души. Съответно в щафети 4 x 100 м и 4 x 400 м. Щафетата 4 x 100 метра се провежда в коридори. При 4 x 400 м състезателите бягат само първите 500 м. в коридори, а след това се подреждат един спрямо друг.
Официално съществуват също и щафети 4 x 200 м, 4 x 800 м и 4 x 1500 м. При младежи и деца се провеждат щафети на 4 x 50 м, 3 x 800 м и 3 x 1000 м.
При щафетното бягане всеки атлет трябва да пробяга съответна дистанция, а след това да предаде щафетната пръчка на следващия. За грешка при предаването щафетата се дисквалифицира. Същото важи и за приемането.
Съществува и Маратонна щафета по време на Маратона, дълъг 42.195 километра. Шестима бегачи участват в един отбор като изминават по съответно:5 км, 10 км, 5 км, 10 км, 5 км и 7,195 км.
Щафетни състезания има също и при Плуване, Ски бягане, Биатлон и Ориентиране.
|  | Тази страница частично или изцяло представлява превод на страницата Staffellauf в Уикипедия на немски. Оригиналният текст, както и този превод, са защитени от Лиценза „Криейтив Комънс – Признание – Споделяне на споделеното“, а за съдържание, създадено преди юни 2009 година – от Лиценза за свободна документация на ГНУ. Прегледайте историята на редакциите на оригиналната страница, както и на преводната страница, за да видите списъка на съавторите. ВАЖНО: Този шаблон се отнася единствено до авторските права върху съдържанието на статията. Добавянето му не отменя изискването да се посочват конкретни източници на твърденията, които да бъдат благонадеждни. |